# Devanhalli
Devanhalli är en ort i Indien.   Den ligger i distriktet Bangalore Rural och delstaten Karnataka, i den södra delen av landet, 1 700 km söder om huvudstaden New Delhi. Devanhalli ligger 899 meter över havet och antalet invånare är 25 228.
Terrängen runt Devanhalli är platt. Runt Devanhalli är det tätbefolkat, med 442 invånare per kvadratkilometer. Närmaste större samhälle är Dod Ballāpur, 19,5 km väster om Devanhalli. Trakten runt Devanhalli består till största delen av jordbruksmark.